# Vajrasatva
Vajrasatva es un concepto filosófico budista.
En la escuela japonesa Vajrayana del budismo shingon, es el aspecto esotérico del bodhisattva Samantabhadra. Es conocido también en China como Bodhisattva de la virtud universal. 
En el budismo tibetano, es el cuerpo nirmanakaya -cuerpo de emanación física o sensación ilusoria temporal- de AdiBuda, el Buda Primordial, el que existe totalmente más allá del espacio y el tiempo; así, Vajrasatva representa al Dharmakaya, la verdadera naturaleza de la Budeidad y la práctica de purificación.

## Escritura
Vajrasatva se escribe: en sánscrito: वज्रसत्त्व Vajrasattva, en tibetano: རྡོ་རྗེ་སེམས་དཔའ། Dorje Sempa, en japonés: 金剛薩た, en chino tradicional, 金剛薩埵).

## Origen
Vajrasatva aparece principalmente en dos textos budistas: el Sutra Mahavairocana
y el Sutra Vajrasekhara. En el Mandala del Reino Diamante, Vajrasatva se sienta al este cerca del Buda Akshobhia. 
En algunos linajes esotéricos se decía que Nāgārjuna se había encontrado con Vajrasatva en una torre de hierro en el sur de la India y que se le enseñaba el Sutra, transmitiendo así las enseñanzas esotéricas a más personajes históricos.

## La visualización de Vajrasatva
El cuerpo de Vajrasatva es de color blanco y luminoso, lo cual simboliza su pureza y capacidad de purificación. Su cabeza está coronada con cinco joyas y se viste con sedas y joyas hechas de pura luz. Su mano derecha se ubica a la altura del corazón sosteniendo un vajra, el cetro diamantino de los budas; su mano izquierda descansa sobre su pierna, sosteniendo una campana-vajra. El asiento de Vajrasatva está compuesto por un disco lunar y una flor de loto, ofreciendo una mirada compasiva hacia todos los seres sensibles.

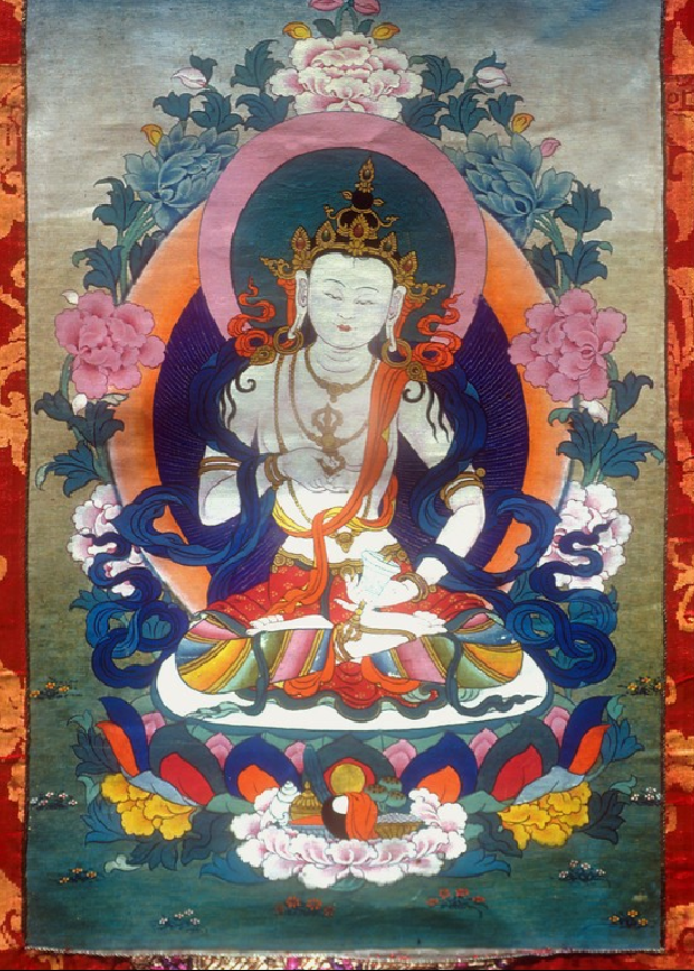
Vajrasatva de estilo tibetano del con una vajra en la mano derecha y una campana en la mano izquierda.